# Wellingsbüttel
Wellingsbüttel (en baix alemany Wellingsbüddel) és un barri del districte de Wandsbek a la ciutat estat d'Hamburg a Alemanya. El 2015 tenia 10.5245 habitants sobre una superfície de 4,1 km². L'Alster forma la frontera septentrional amb Poppenbüttel, a l'oest topa amb Ohlsdorf, als sud amb Bramfeld i a l'est amb Sasel. Té dues estacions a la línia del metro d'Hamburg S1.
El nom prové del baix alemany Wellingsbüddel el que significa masia d'un cert Walding. S'hi van trobar uns túmuls de l'edat del bronze i 'historiador Ludwig Frahm hi ha descobert un cementiri que data de l'últim període glacial (±500 aC). El nom apareix per a primera vegada l'any 1296, quan el delme va ser cedit al monestir d'Harvestehude, aleshores comptava amb tres masies i una masia senyorial (Gutshof). La nissaga dels von Kurtzrock va adquirir la masia senyorial el 1675 i la va vendre al rei de Dinamarca a mitjan segle xviii. El 1892, el ric negociant hamburguès Otto J. Hübbe, aleshores propietari de la masia va decidir urbanitzar la masia, i s'hi van construir les primeres vil·les. El 1918 es van obrir ambdues estacions (Hoheneichen i Wellingsbüttel) del que més tard va esdevenir la línia S1 del metro, el que va accelerar la seva urbanització.
El 1864, després de la Guerra dels Ducats va passar sota domina prussià i va ser incorporat al districte de Stormarn. Del 1867, fins a la seva fusió amb la ciutat estat d'Hamburg decidit pel govern nazi el 1937, va ser un municipi independent que tenia aleshores 4000 habitants. Després de la Segona Guerra Mundial, la població va créixer ràpidament en acollir molts refugiats de les terres de Prússia que l'Alemanya va haver de cedir a Polònia. Ara per ara és un poble residencial del qual la major activitat econòmica és el comerç i els serveis de proximitat

## Llocs d'interès
- El sender per a vianants lents a la ribera de l'Alster, construït a l'antic camí de sirga[6]
- El museu de la vall de l'Alster (Alstertalmuseum) en les dependències de la masia senyorial, al portal i les antigues dimores dels masòvers.[7] L'antiga casa senyorial es va transformar en residència per gent gran benestant, la planta baixa és parcialment oberta al públic.

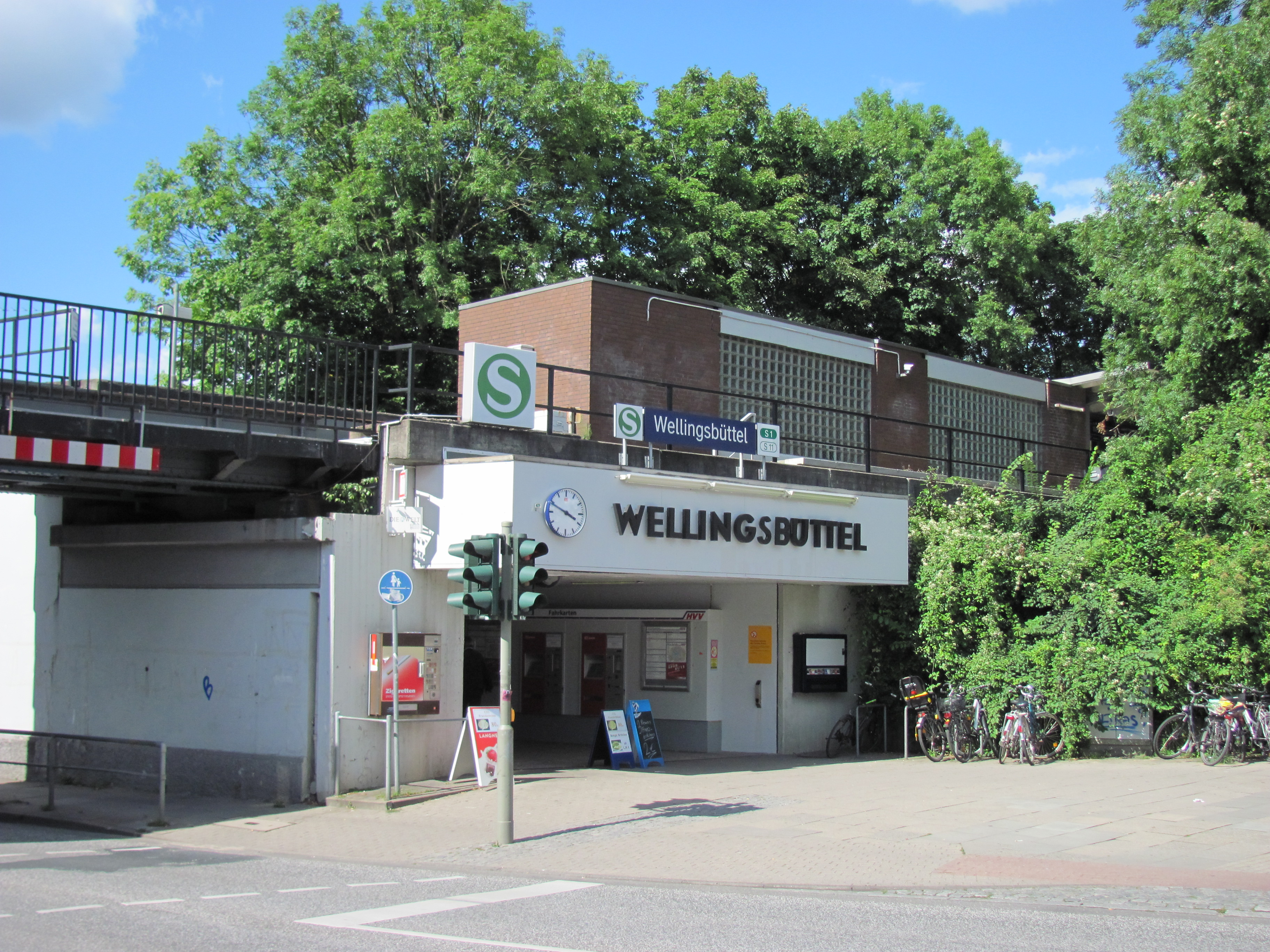
Estació de Wellingsbüttel a la línia S1
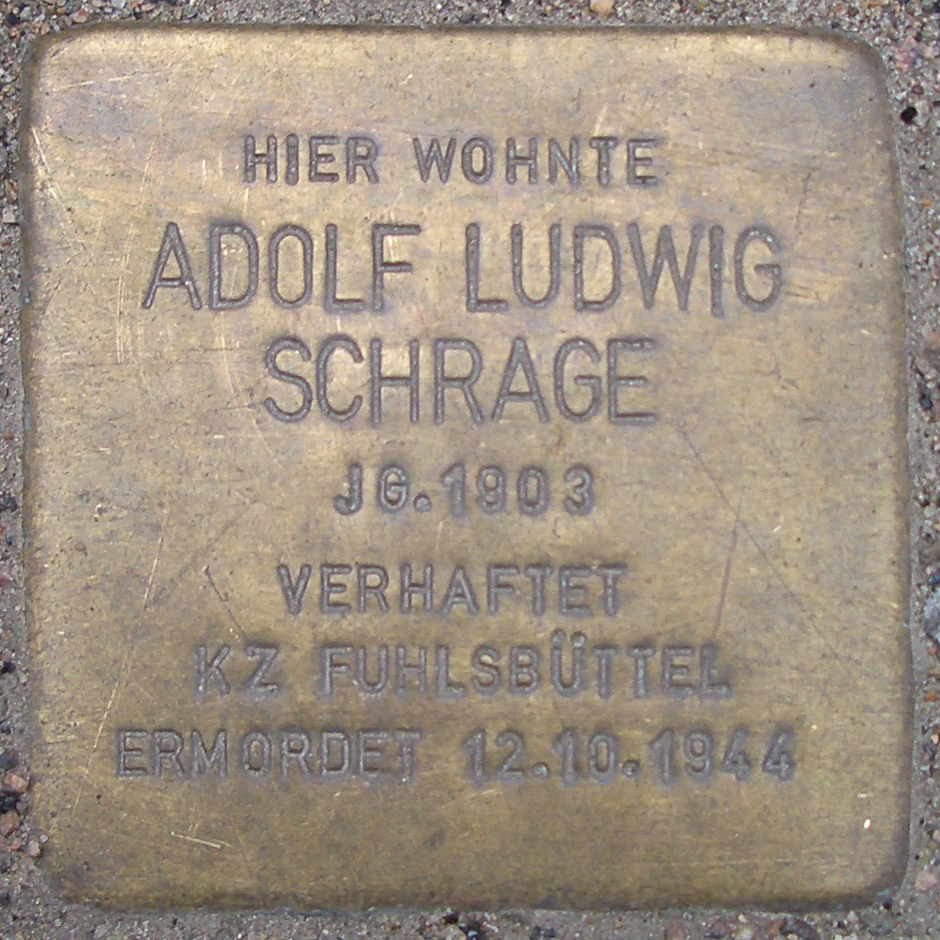
Stolperstein dedicada a Adolf Ludwig Schrage (1903-1944)
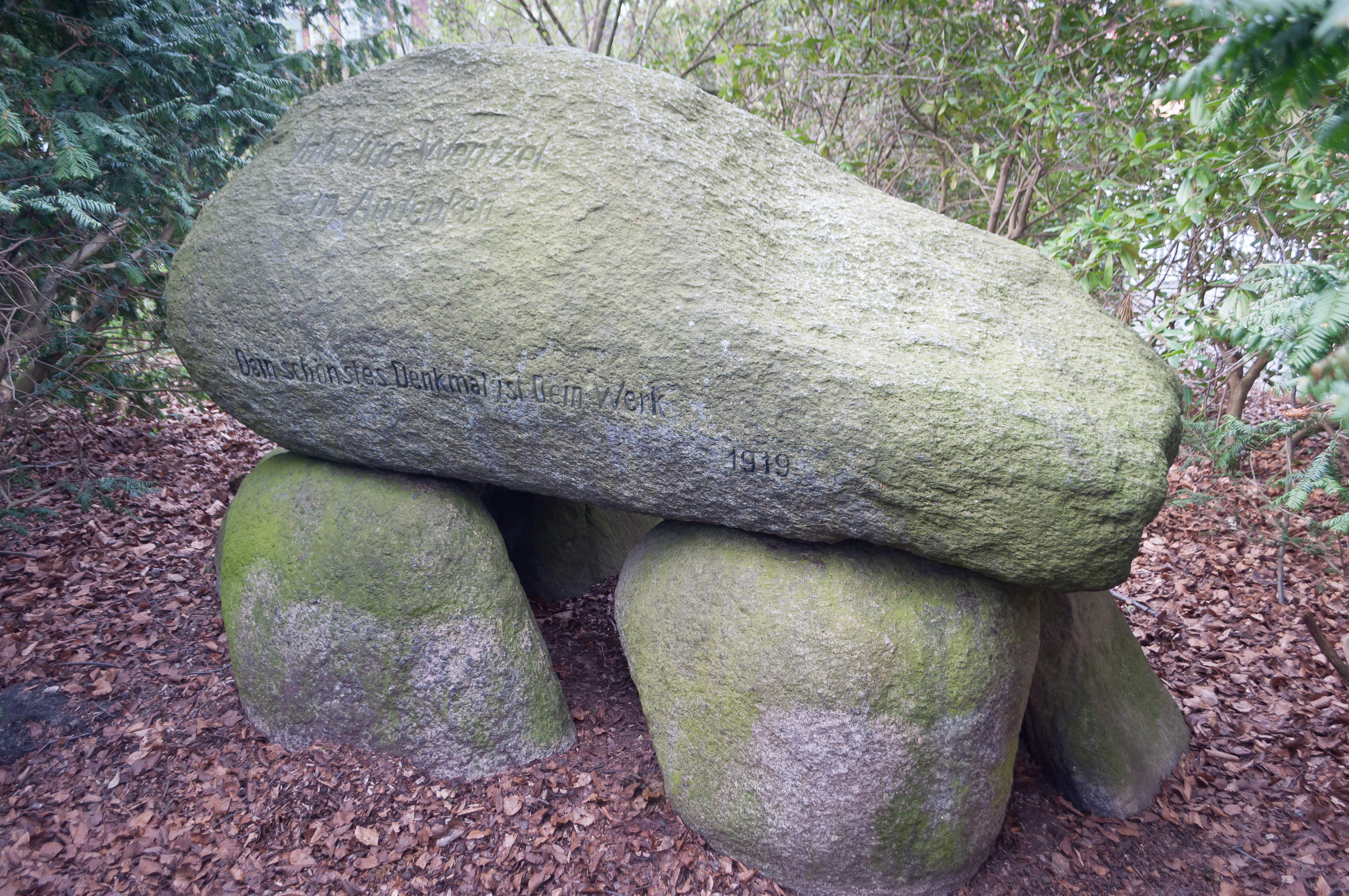
Monument dedicat a Johann Vincent Wentzel
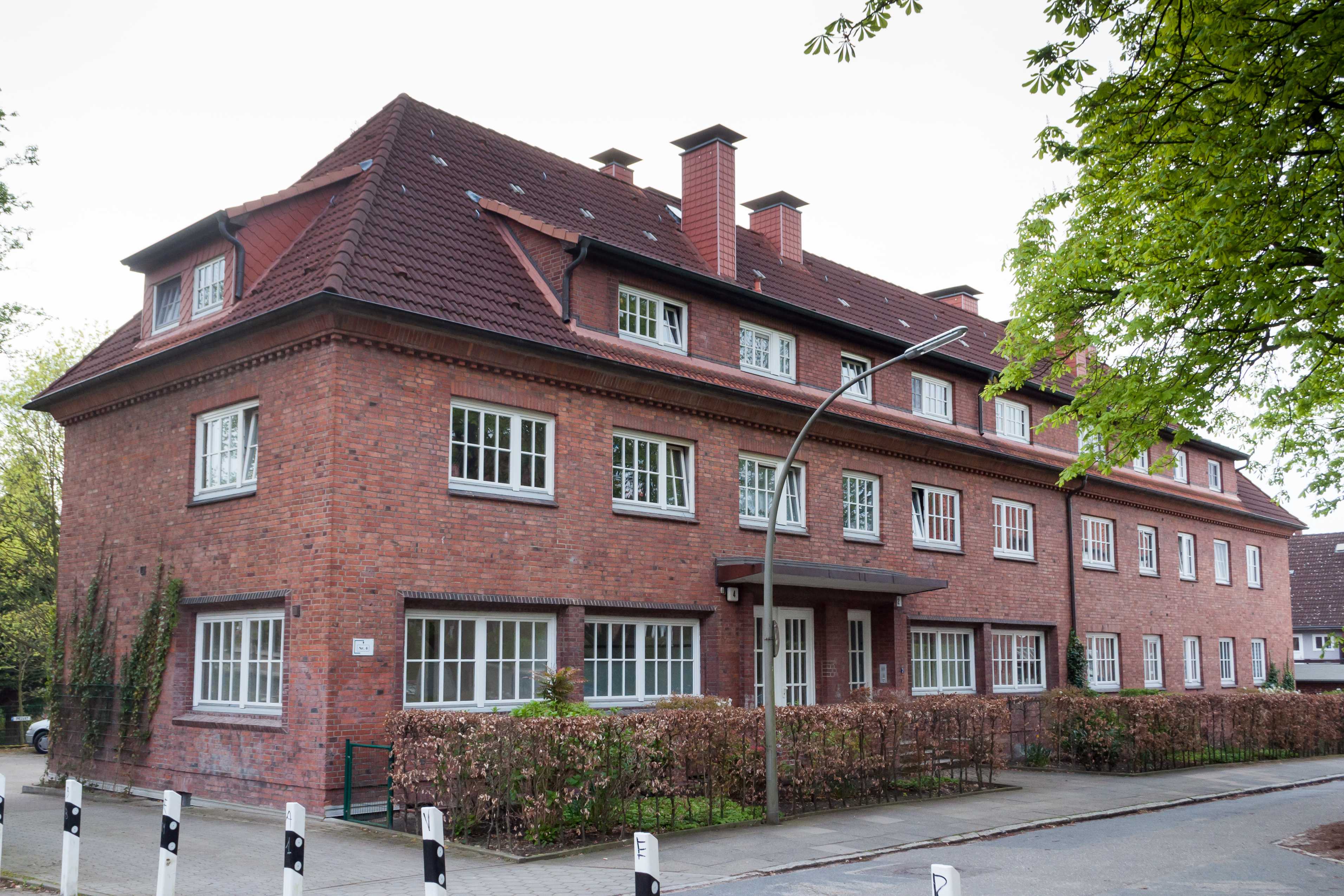
Antic edifici de Correus (monument llistat)
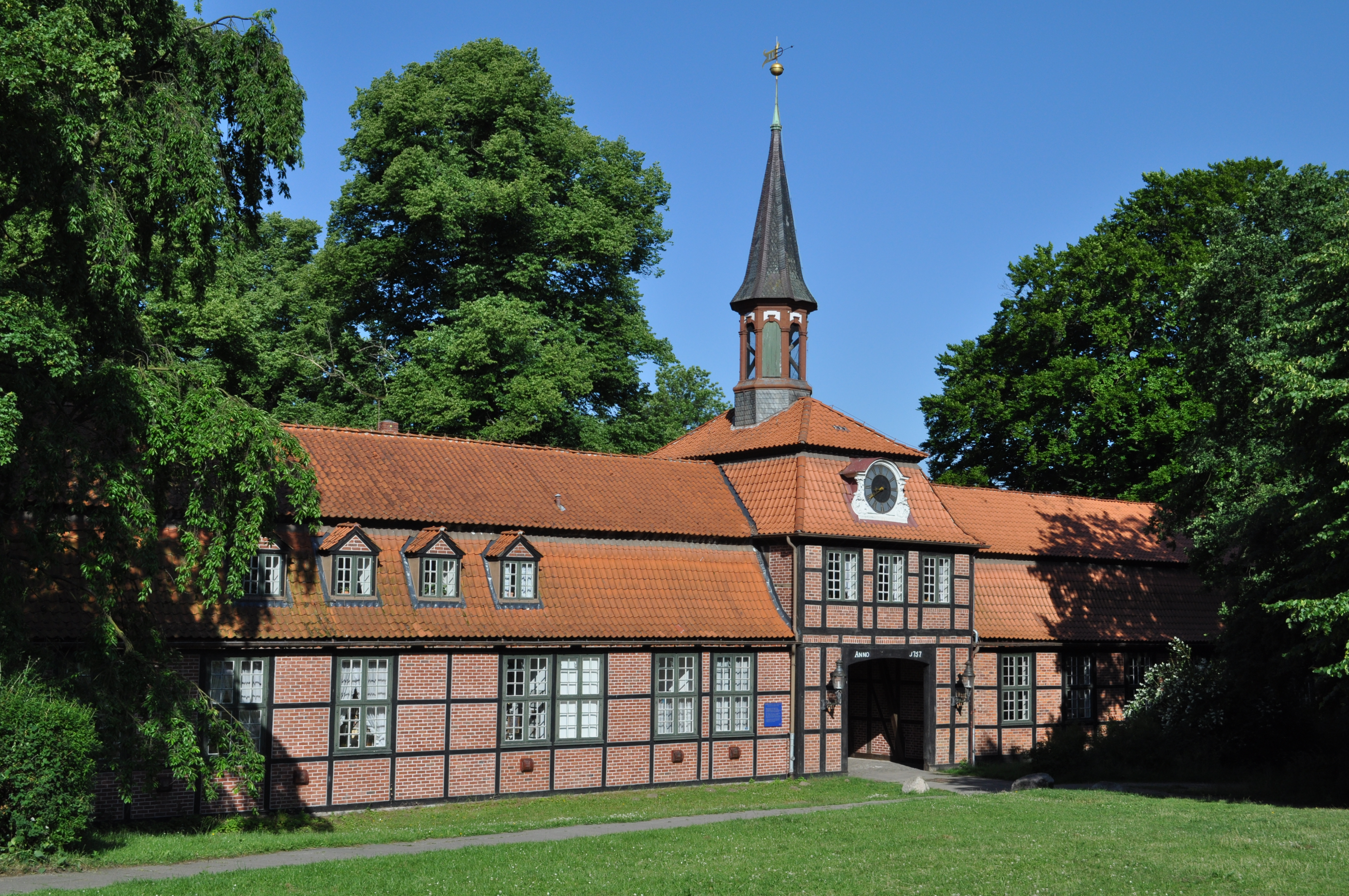
Museu de la vall de l'Alster (Alstertalmuseum)

## Persones
- Heinz Erhardt (1909-1979), presentador de ràdio a la NWDR (actualment la NDR)